# Josh Mathews
Josh Lomberger, (Sea Isle City, 25 de novembro de 1980), é um anunciador/apresentador estadunidense, conhecido pelo seu trabalho na  WWE no Monday Night Raw, no Friday Night Smackdown e no WWE Superstars como comentarista, sobre o ring name Josh Mathews ou Josh Matthews, atualmemnte, Josh trabalha como comentador na Total Nonstop Action como comentarista no programa semanal iMPACT Wrestling.

## No wrestling
- Ataques[1]
  - Frog Splash[1]

## Vida pessoal
Lomberger é casado com a ex-"host" da WWE Rue DeBona